# Place Saint-Sébastien
La place Saint-Sébastien est une des places de la ville de Nevers.

## Situation et accès
Située au centre-ville, elle commence rue François-Mitterrand et se termine rue Saint-Martin et rue Jean-Desveaux.
Elle est desservie par la navette Coursinelle à l’arrêt Saint-Sébastien.

## Origine du nom
Cette place très ancienne doit son nom à la chapelle éponyme, démolie en 1759, qui se trouvait à cet endroit.

## Historique

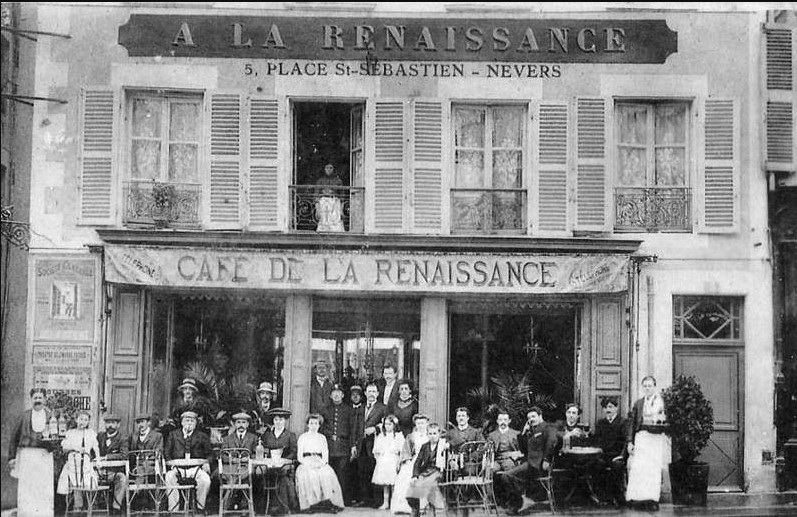
Café de la Renaissance au no 5.

En 1632, une croix est élevée sur la place et y reste jusqu’à la Révolution.
En 1757, on désigne la place sous le nom de grande rue par laquelle passent les voitures, appelée Saint-Sébastien.
Elle change ensuite plusieurs fois de nom avant de reprendre son nom actuel en 1942.

## Bâtiments remarquables et lieux de mémoire
- Fontaine-boule, façonnée dans l’ancienne Allemagne de l’Est ; la boule est en granit rose de Bretagne[5].
- No 1 : ancien relais de poste du XVe siècle, comme le signale une plaque apposée en façade.
- No 5 (anciennement) : café de la Renaissance.

Bâtiments
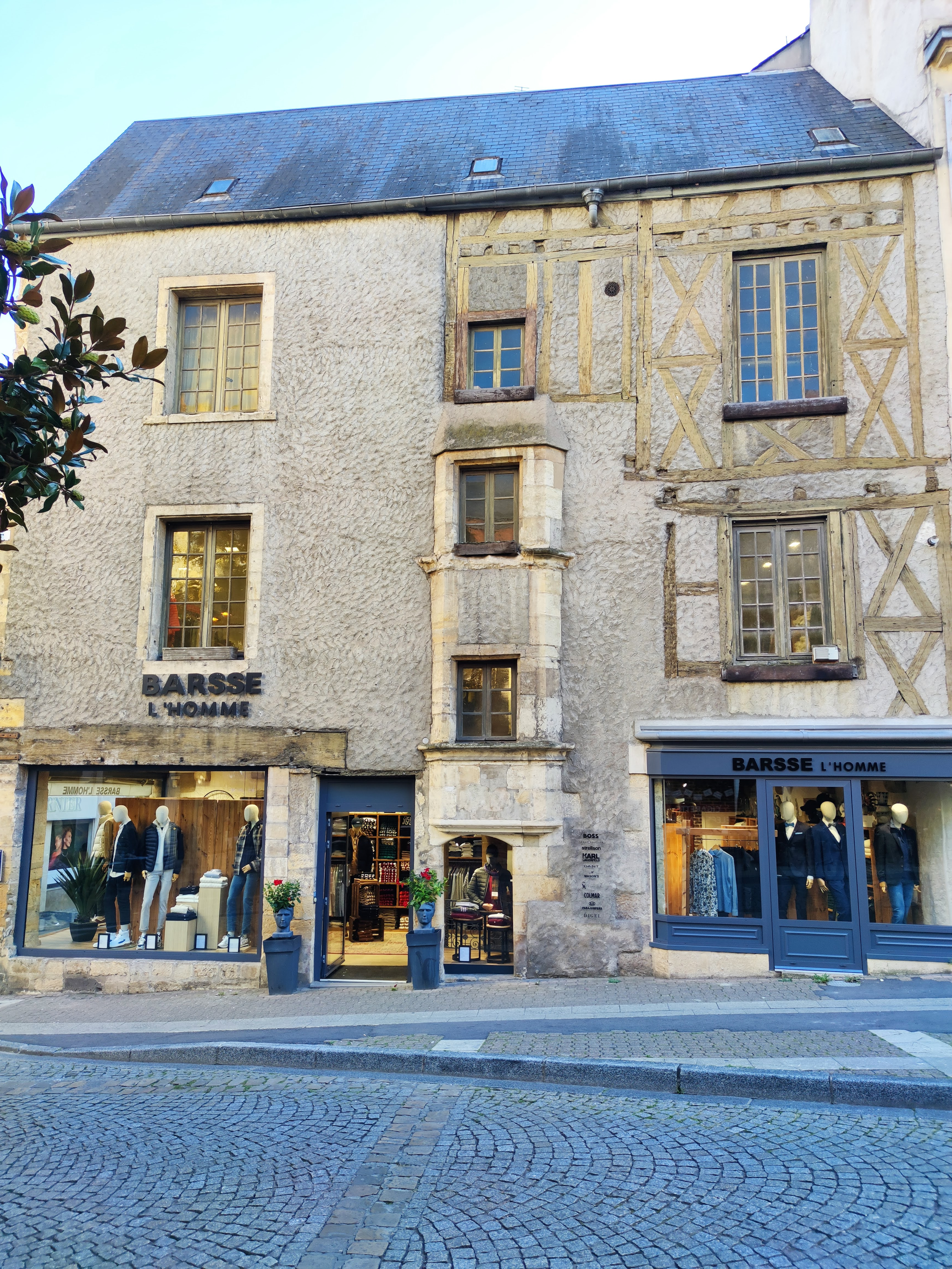
No 1.
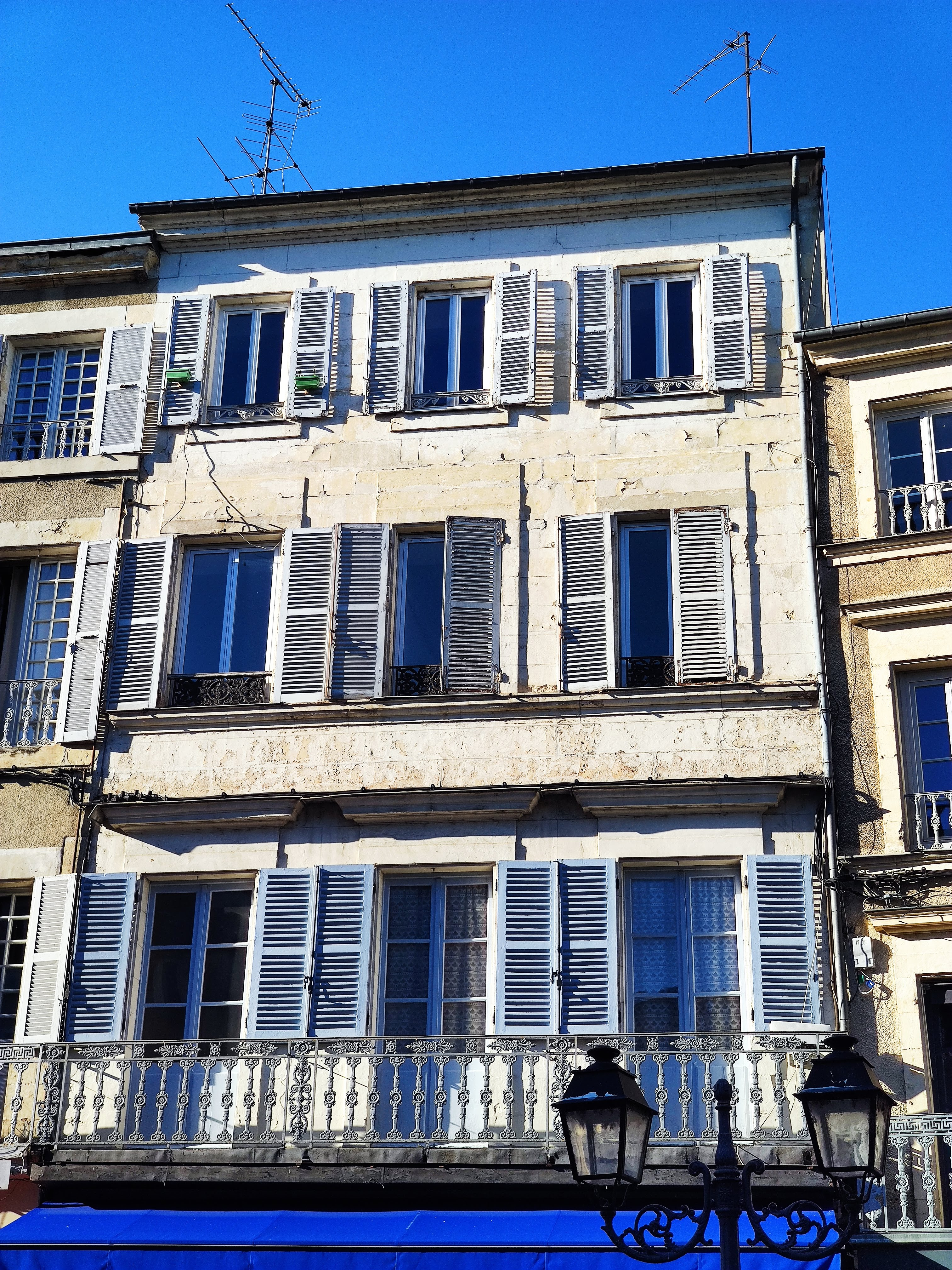
No 10.
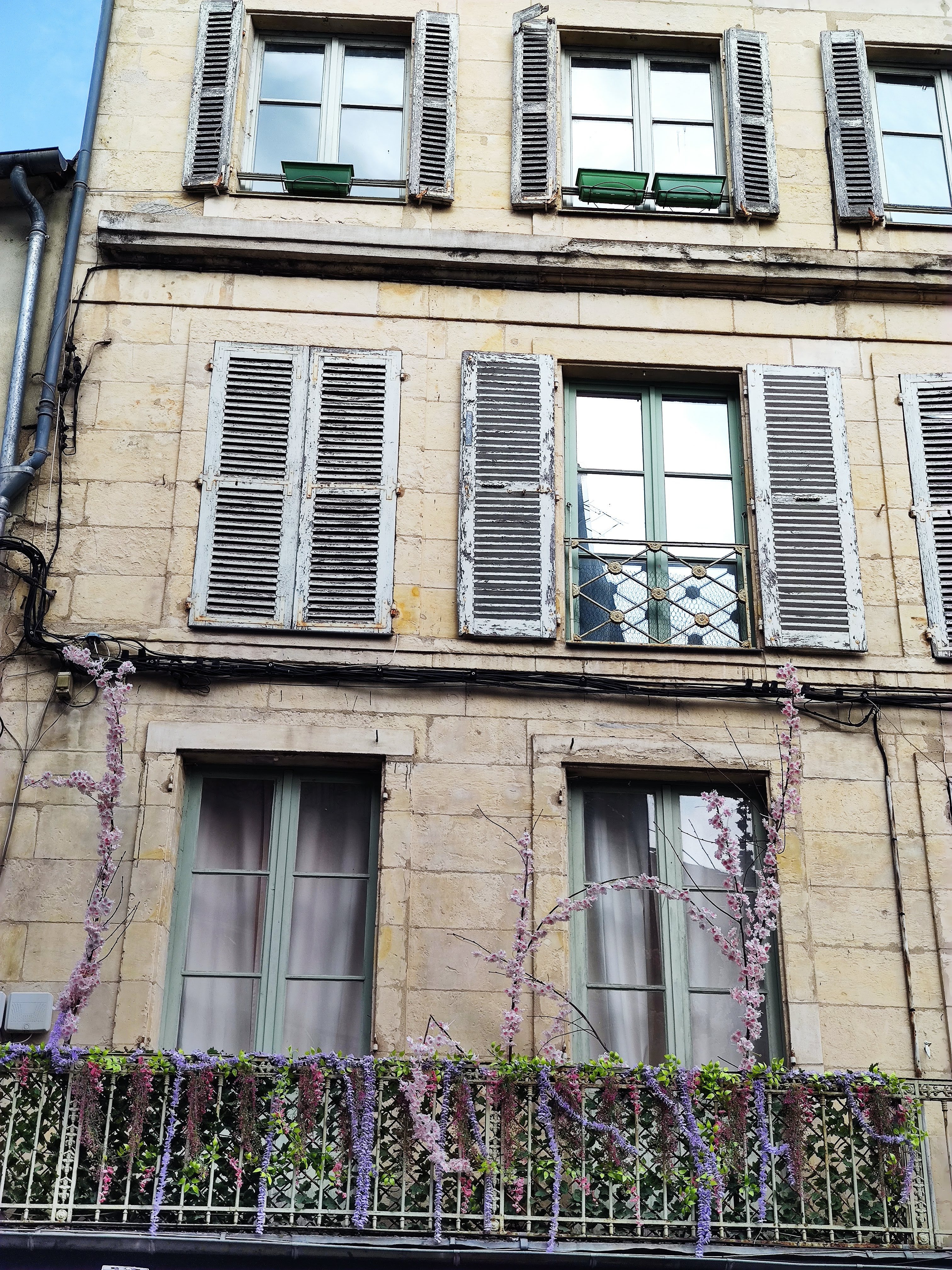
No 16.